# Wapen van Hoogheemraadschap van Rijnland

Het wapen van het Hoogheemraadschap Rijnland

Het wapen van het hoogheemraadschap van Rijnland is op 14 juli 1819 aan het Nederlandse hoogheemraadschap toegekend. Het wapen dateert zelf uit de 15e of 16e eeuw. In de 16e eeuw schonk het hoogheemraadschap glas in loodramen aan de Sint-Janskerk in Gouda met daarop het wapen van het Hoogheemraadschap, maar ook die van een aantal medewerkers zoals de secretaris, de dijkgraaf en meer.

## Geschiedenis
De elementen uit het wapen komen als symbool voor het hoogheemraadschap Rijnland los van elkaar al langere tijd voor, in de 16e eeuw schonk het hoogheemraadschap glas-in-loodramen aan een kerk in Gouda, een eerste combinatie is bekend uit 1610, het betreft een keurboek uit dat jaar. Deze symbolen zijn afgeleid van het wapen, dan wel de zegels, van Willem II van Holland. Hij werd in de 13e eeuw gekozen tot Rooms-Koning. Als Rooms-Koning voerde hij de adelaar en als Heer van Holland voerde hij de leeuw.
Er zijn actes bekend waarin staat dat Willem II de Hoge Heemraden van Rijnland privileges verschafte. Mogelijk dat hij ze ook opgericht of erkend heeft, maar het hoogheemraadschap zou ook ouder kunnen zijn. In ieder geval verschijnt vanaf 1610 de dubbele adelaar met op de borst de Hollandse leeuw als symbool voor het hoogheemraadschap. Na 1650 wordt de combinatie voor het eerst op een schild getoond en op een raam uit 1667 is een rond schild met arend en leeuw voor het eerst gekroond door een keizerskroon. Op een kaart uit 1687 is een meer gebruikelijk heraldisch schild eveneens gedekt door een keizerskroon.

## Blazoen
De beschrijving van het wapen luidt als volgt:
Zijnde een schild van zilver, beladen met een met uitgespreiden vlerken en pooten zwarte dubbelden arend, hebbende op ieder hoofd eenen gouden ring en dragende op deszelfs borst een van goud gekroond schild van goud, beladen met een klimmenden leeuw van rood. Het schild gedekt met een keizerlijken kroon
Het is een zilveren schild met daarop een zwarte dubbele arend. Deze houdt de vleugels en poten gespreid. Om de twee koppen is een gouden ring. Op de borst houdt de arend een gouden schild met daarop een rode leeuw. Het gouden schild is zelf ook gekroond door een kroon bestaande uit drie bladeren. Het eigenlijke wapen is gekroond door een keizerskroon.